# 丹麥世襲親王腓特烈
弗雷德里克親王（丹麥語：Arveprins Frederik，1753年10月11日—1805年12月7日），丹麥國王弗雷德里克五世的第三子。由於同父異母的哥哥克里斯蒂安七世患有精神疾病，1772年至1784年間擔任攝政。

## 家庭
1774年，弗雷德里克與梅克倫堡-施威林的索菲亞·弗蕾德里克結婚，共有2子2女：
- 克里斯蒂安八世（1786年—1748年），1814年自任為挪威國王，1839年弗雷德里克六世逝世後繼位為丹麥國王
- 朱麗安妮·索菲公主（1788年—1850年），無子女
- 夏洛特公主（1789年—1864年），女兒路易絲於1863年成為丹麥王后
- 斐迪南王子（1792年—1863年），1848年至1863年為王位第一順位繼承人，無子女